# Горы Симеона
Горы Симеон или Горы Симона (араб. جبل سمعان‎ Джебель Семъан [ˈdʒæbæl sæmˈʕaːn]), которые также называются Горы Лайлун (араб. جبل ليلون‎), — это высокогорный регион в провинции Алеппо на севере Сирии. Горы расположены в районах  Джебель-Семъан и Аазаз мухафазы Алеппо.

## Название
Название гор происходит от имени Святого Симеона Столпника, христианского отшельника 5-го века н. э., который жил в монастыре на горе.
Древнее название гор — Небо, в честь Месопотамского Бога Набу. Слово небо по-прежнему встречается в названиях ряда сел на горе (Кафр Неббо, Нубболь и т. д.).
Название Лайлун имеет  курдское происхождение.

## Пейзаж
Горы Симеон является частью известкового горного массива в западной части плато Алеппо. Он расположен примерно в 20 км к северо-западу от Алеппо. Горные хребты на 50 км с севера на юг с шириной 20-40 км и средней высотой 500-600 метров. Самая высокая точка-Шейх Баракят (876 м) в южной части гор.
По долине реки Африн проходит западная граница между горами Симеон и Курдскими горами. Долина Аазаз устанавливает Северную границу горного массива, за которым лежат Аазазские равнины и горы Барса на Айнтапском плато. Долина реки Кувейк проходит вдоль восточной стороны гор. К югу от гор лежат равнины Дана и Атариб. Старые торговые пути, соединявшие Халкиду с Антиохией проходили через эти равнины к Афринской долине на запад и разделяли горы Симеона от Харимских гор на юге.